# Ворчин
Ворчин (укр. Ворчин) — село в Устилугской городской общине Владимирского района Волынской области Украины.
Население по переписи 2001 года составляет 112 человек. Почтовый индекс — 44714. Телефонный код — 3342. Занимает площадь 3,04 км².